# Wilhelm Lefèbre
Albert Wilhelm Lefèbre (* 6. Dezember 1873 in Frankfurt am Main; † 26. Mai 1974 in Meran) war ein deutscher Maler und Grafiker.

## Leben und Werk
Lefèbre studierte von 1889 bis 1895 an der Königlich-Preußischen Kunstakademie in Düsseldorf bei Heinrich Lauenstein, Peter Janssen und Arthur Kampf. Er setzte von 1895 bis 1898 sein Studium in München an der Königlichen Akademie der Bildenden Künste bei Carl von Marr fort. Anschließend ging er nach Paris und besuchte bis 1903 die Académie Julian.
Die Zeit in Paris war bestimmend für seine künstlerische Entwicklung. Er lernte unter anderen Hans Purrmann, Oskar Moll, Henri Matisse und Pablo Picasso kennen und arbeitete intensiv an einer eigenen Bildsprache. 1914, zu Beginn des Ersten Weltkriegs, zog er zurück nach Frankfurt am Main. Arbeiten aus dieser Zeit schildern unter anderem die Natur im Laufe der Jahreszeiten. Für das Senckenbergmuseum malte er für die Schauabteilung in Dioramen die Umwelten und Hintergründe. In Frankfurt wohnte Lefèbre bis 1966. Dann zog er zu seiner Tochter nach Meran um. Dort starb er 101-jährig.

## Werke in Museen
- Wäscherinnen an der Leine, Öl auf Leinwand, 45 × 55 cm, Städelsches Kunstinstitut, Frankfurt am Main

## Ausstellungen
- 1907: Pariser Herbstsalon Paul Gauguin Gedächtnisausstellung (Radierungen, Wilhelm Lefebvre)[1]
- Mai 1908: bei Georges Petit, Paris (mehrere Bilder und Radierungen, Wilhelm Lefèbre)[2]
- 1911: 13. Jahresausstellung der Frankfurter Künstler, Frankfurter Kunstverein
- 1976: Galerie im Rahmhof, Frankfurt am Main
- 2009:  Magie des Augenblicks – Skizzen und Studien in Öl, Museum Giersch, Frankfurt am Main